# شهرستان کالاچیوفسکی
شهرستان کالاچیوفسکی (به لاتین: Kalachyovsky District) یک شهرستان در روسیه است که در استان ولگوگراد واقع شده‌است.